# Пресака Ампојулуј (Алба)
Пресака Ампојулуј (рум. Presaca Ampoiului) насеље је у Румунији у округу Алба у општини Метеш. Oпштина се налази на надморској висини од 353 m.

## Становништво
Према подацима из 2002. године у насељу је живело 415 становника, од којих су сви румунске националности.